# Luzjnetskijbron
Luzjnetskijbron (ryska: Лужнецкий метромост) är en tvåvånings bågbro i betong över Moskvafloden i centrala Moskva i Ryssland. Övre planet används för fordonstrafik medan nedre planet används av tunnelbanan. I Moskva kallas bron ofta bara Metromost (tunnelbanebron).
På brons nedre plan ligger tunnelbanestationen Vorobjovy Gory (Sparvbergen).
Bron öppnades den 12 januari 1959 efter en byggtid på endast 19 månader. På grund av bristande fuktskydd började armeringsjärn och vajrar snabbt att korrodera. I juli 1959 bröt regnvatten genom taket på tunnelbanestationen vilket ledde till att spåren vattenfylldes. 1983 hade bron förlorat så mycket av sin bärförmåga att den stängdes. Två temporära tunnelbanebroar byggdes på var sida om Luzjnetskijbron. Tunnelbanestationen revs och en omfattande renovering av bron inleddes. År 2000 återinvigdes bron för fordonstrafik, och sommaren 2001 började även tunnelbanan gå över bron. Den 14 december 2002 öppnades tunnelbanestationen igen.